# Alexander Chao
Alexander Wu Chao (* 2. Juli 1949 in Taiwan) ist ein taiwanesisch-US-amerikanischer Teilchenbeschleuniger-Physiker.
Chao studierte an der Tsing-Hua-Nationaluniversität in Taiwan mit dem Bachelor-Abschluss 1970 und wurde 1974 an der State University of New York at Stony Brook in Physik promoviert. Danach war er als Post-Doktorand am SLAC, wo er ab 1975 fest angestellt war und ab 1981 die Gruppe für Strahldynamik leitete. Ab 1984 war er Teil der Design-Gruppe des Superconducting Super Collider in Berkeley, wo er die Abteilung Beschleunigerphysik leitete. Als dessen Bau begann, wechselte er nach Texas und leitete das SSC Parameter Komitee. Als der SSC 1993 aufgegeben wurde, ging er wieder an das SLAC und wurde Professor an der Stanford University.
Er befasste sich unter anderem mit der Theorie kollektiver Strahlinstabilitäten in Beschleunigern, nichtlinearer Dynamik der Teilchenbewegung in Beschleunigern, Laser-Teilchen-Wechselwirkung, Spin-Dynamik und Physik kohärenter Strahlungsquellen. Er war an der Entwicklung wichtiger Beschleunigerprojekte am SLAC beteiligt (PEP, SPEAR, Linearbeschleuniger SLC).
Er gründete eine Teilchenbeschleuniger-Schule in China, Taiwan und Singapur, die zuerst 1998 stattfand.
Chao ist Mitglied der Academia Sinica in Taiwan.
2018 erhielt er den Robert R. Wilson Prize. Er ist Fellow der American Physical Society. 2008 erhielt er den Wideröe Preis der European Physical Society und 2016 den US Particle Accelerator School Achievement Prize.

## Schriften
- The Physics of Collective Beam Instabilities in High Energy Accelerators, Wiley, 1993
- Herausgeber mit anderen: The Handbook of Accelerator Physics and Engineering, World Scientific, 1999